# Atriplex northusana
Atriplex northusana är en amarantväxtart som beskrevs av Wein. Atriplex northusana ingår i släktet fetmållor, och familjen amarantväxter. Inga underarter finns listade i Catalogue of Life.